# Timur Kapadze
Timour Takhirovitch Kapadzé est un footballeur international ouzbek né le 5 septembre 1981 à Ferghana en RSS d'Ouzbékistan. Il évolue au poste de milieu de terrain avant de devenir entraîneur.

## Carrière

### En club
- 1998-déc. 2001 :  Neftchi Ferghana
- jan. 2002-déc. 2007 :  Pakhtakor Tachkent
- jan. 2008-fév. 2011 :  FC Bunyodkor
- fév. 2011-jan. 2012 :  Incheon United
- jan. 2012-2012 :  Sharjah SC
- 2012-déc. 2014 :  FC Aktobe
- jan. 2015-déc. 2017 :  Lokomotiv Tachkent

### En sélection
119 sélections et 10 buts avec l'équipe d'Ouzbékistan de football depuis 2002.

## Palmarès
Il remporte avec le Pakhtakor Tachkent six titre de champion d'Ouzbékistan en 2002, 2003, 2004, 2005, 2006 et 2007 ainsi que six Coupe d'Ouzbékistan en 2002, 2003, 2004, 2005, 2006, 2007. Il gagne également la Coupe de la CEI en 2007 et, est demi-finaliste de la Ligue des champions de l'AFC en 2003 et 2004.
Avec le FC Bunyodkor, il est à trois reprises champion d'Ouzbékistan en 2008, 2009, 2010 et remporte également la coupe en 2008. IL est également demi-finaliste de la Ligue des champions de l'AFC en 2008.
Sous les couleurs du FC Aktobe, il remporte la Supercoupe du Kazakhstan en 2014.